# Aneomochtherus macropygus
Aneomochtherus macropygus là một loài ruồi trong họ Asilidae. Aneomochtherus macropygus được Tsacas miêu tả năm 1968. Loài này phân bố ở vùng Cổ Bắc giới và châu Á.